# Solihull
Solihull je anglické město v hrabství West Midlands ve Velké Británii. Ve městě žije 206 700 obyvatel dle sčítání z roku 2011.
Je součástí městské aglomerace West Midlands a leží přibližně 13 kilometrů jihovýchodně od centra Birminghamu. Je správním centrem a největším městem metropolitního distriktu Solihull, který má celkovou populaci 209 890 obyvatel.
Solihull je jednou z nejbohatších oblastí mimo oblast Londýna. V listopadu 2013 časopis uSwitch označil Solihull jako „nejlepší místo pro život“ ve Spojeném království, když se město umístilo v indexu kvality života na prvním místě. Obyvatelé distriktu Solihull včetně těch narozených přímo ve městě jsou označovány jako Silhillians (původ slova je neznámý). Mottem města Solihull je Urbs in Rure  neboli přeloženo z latiny, město v zemi.

## Ekonomika
Solihull nabízí celou řadu nákupních středisek. Jedním z nich je pod širým nebem stojící nákupní centrum ve stylu šedesátých let s názvem Mell Square, které bylo postaveno po demolici několika částí s viktoriánskými domy a původním kostelem kongregační církve v Solihullu. V posledních letech město prošlo velkým rozvojem. Například hlavní třída High Street byla roku 1994 přebudována na pěší zónu a dne 2. července 2002 bylo královnou Alžbětou II. otevřeno nové nákupní centrum Touchwood.
Solihull je také sídlem známé automobilky Land Rover, která zde vlastní výrobní haly ležící východně od okresu Lode Heath a celé řady dalších významných společností. V obci Meriden sídlil v letech 1942–1983 také neméně známý výrobce motocyklů, společnost Triumph Engineering Co Ltd. Známý byl i maloobchodní pekařský řetězec Three Cooks, na který byla však v roce 2006 uvalena nucená správa. Mezi další významné společnosti se sídlem v Solihull patří síť pubů společnosti Enterprise Inns a poskytovatel hypotečních a osobních úvěrů, společnost Paragon.
Dále je v městské části Solihull také Veletržní palác NEC, Mezinárodní letiště Birmingham a stále se rozšiřující Birmingham Business Park.

## Partnerská města
- Cholet, Francie
- zemský okres Mohan-Taunus, Německo